# Microcentrum philammon
Microcentrum philammon är en insektsart som beskrevs av Rehn, J.A.G. 1918. Microcentrum philammon ingår i släktet Microcentrum och familjen vårtbitare. Inga underarter finns listade i Catalogue of Life.